# 愛知県道170号石仏停車場線
愛知県道170号石仏停車場線（あいちけんどう170ごう いしぼとけていしゃじょうせん）は、愛知県岩倉市内を走る一般県道である。

## 概要

### 路線データ
- 起点：石仏停車場
- 終点：愛知県岩倉市石仏町（愛知県道157号小口岩倉線交点）
- 路線延長：約250 m

## 歴史
- 1959年（昭和34年）12月15日：認定

## 地理

### 通過する自治体
- 愛知県
  - 岩倉市

### 交差する道路
- 愛知県道157号小口岩倉線（石仏駅北交差点）

### 沿線
- 名鉄犬山線石仏駅